# Quadricalcarifera mixtus
Quadricalcarifera mixtus är en fjärilsart som beskrevs av Van Eecke 1929. Quadricalcarifera mixtus ingår i släktet Quadricalcarifera och familjen tandspinnare. Inga underarter finns listade.